# Siganus magnificus
Siganus magnificus is een  straalvinnige vissensoort uit de familie van konijnvissen (Siganidae). De wetenschappelijke naam van de soort is voor het eerst geldig gepubliceerd in 1977 door Burgess.
De soort staat op de Rode Lijst van de IUCN als niet bedreigd, beoordelingsjaar 2009.